# Henry Winkler
Henry Franklin Winkler (ur. 30 października 1945 w Nowym Jorku) – amerykański aktor, reżyser i producent telewizyjny, laureat Emmy za rolę w serialu Barry i Złotego Globu za występy w Happy Days.
W 1981 otrzymał własną gwiazdę w Alei Gwiazd w Los Angeles znajdującą się przy 6233 Hollywood Boulevard.

## Życiorys
Jego rodzice, dyrektor produkcji tarcicy Harry Winkler i Ilse Anna Maria (z domu Hadra), żydowscy emigranci, w 1939 przenieśli się z Niemiec do Stanów Zjednoczonych. Wychowywany był wraz ze starszą siostrą (ur. 1941) na Manhattanie. W młodości cierpiał na dysleksję. Uczęszczał do szkoły średniej McBurney School na Manhattanie i Horace Mann School w nowojorskim Riverdale. W 1967 uzyskał tytuł licencjata w bostońskim Kolegium Emersona. Obronił tytuł magistra w Yale School of Drama Uniwersytetu Yale (w New Haven, w stanie Connecticut).
Po występach w teatrze w Waszyngtonie Winkler przeniósł się do Nowego Jorku, gdzie utrzymywał się przez pracę w reklamach telewizyjnych. Grał bezpłatnie w Manhattan Theater Club. Pojawił się także w operze mydlanej NBC Inny świat (A Different World, 1972), sitcomach CBS: The Mary Tyler Moore Show (1973) i The Bob Newhart Show (1974) oraz dramacie Carla Lizzaniego Szalony Joe (Crazy Joe, 1974) u boku Petera Boyle’a i Pauli Prentiss i Panowie z Flatbush (The Lord's of Flatbush, 1974) z Perry Kingiem i Sylvesterem Stallone. Sławę zawdzięcza roli Arthura „Fonziego” Fonzarelliego w sitcomie ABC Happy Days (1974–84).

## Życie prywatne
5 maja 1978 ożenił się ze Stacey Weitzman. Ma z nią dwójkę dzieci: córkę Zoe Emily (ur. 1980) i syna Maxa Daniela (ur. 18 sierpnia 1983 w Los Angeles). Jego pasierbem jest Jed Weitzman.

## Filmografia

### Filmy fabularne
- 1974: Szalony Joe (Crazy Joe) jako Mannie
- 1974: Panowie z Flatbush (The Lords of Flatbush) jako Butchey Weinstein
- 1975: Katherine (TV) jako Bob Kline
- 1977: Bohaterowie (Heroes ) jako Jack Dunne
- 1978: Zwariowany Andy (The One and Only) jako Andy Schmidt
- 1982: Nocna zmiana (Night Shift) jako Chuck Lumley
- 1989: Wielka bitwa Asteriksa (Astérix et le coup du menhir) jako Asteriks (głos, amerykański dubbing)
- 1991: Całkiem nieznajomi (Absolute Strangers, TV) jako Marty Klein
- 1993: Półtora gliniarza (Cop and a Half) – reżyseria
- 1994: Tamta Gwiazdka (One Christmas, TV) jako Tato
- 1996: Krzyk (Scream) jako dyrektor Arthur Himbry
- 1998: Kontrola lotów (Ground Control) jako John Quinn
- 1998: Kariera frajera (The Waterboy) jako trener Klein
- 1999: P.U.N.K.S. jako Edward Crow
- 1999: Dill Scallion jako Larry Steinberg
- 2000: Tam, gdzie ty (Down to You) jako Ray Connelly
- 2000: Mały Nicky (Little Nicky) jako on sam
- 2003: Kto pod kim dołki kopie... (Holes) jako Stanley Yelnats III
- 2005: Berkeley jako Sy
- 2005: Dzieciak i ja (The Kid & I) jako Johnny Bernstein
- 2006: Klik: I robisz, co chcesz (Click ) jako Ted Newman
- 2007: Nigdy nie będę twoja jako Henry Winkler
- 2007: Niezwykłe wakacje (A Plumm Summer) jako „Happy Herb” / „Froggy Doo” (głos)
- 2008: Nie zadzieraj z fryzjerem (You Don't Mess with the Zohan) jako pasażer limuzyny
- 2012: Mocne uderzenie (Here Comes the Boom) jako Marty Streb
- 2015: Larry Gaye: Renegade Male Flight Attendant jako Stanley Warner
- 2015: Sandy Wexler jako Testimonial
- 2020: Scooby-Doo! jako Keith (głos)
- 2020: Pink Skies Ahead jako dr Cotton
- 2021: On the Count of Three jako dr Brenner
- 2021: Wyrolowani jako Jepson (głos)
- 2021: Kurier Francuski z Liberty, Kansas Evening Sun jako wujek Joe
- 2022: Family Squares jako Bobby
- 2022: Black Adam jako wujek Al

### Seriale telewizyjne
- 1972: Inny świat (A Different World) jako stażysta
- 1973: The Mary Tyler Moore Show jako Steve Waldman
- 1974: The Bob Newhart Show jako Miles Lascoe
- 1974: Rhoda jako Howard Gordon
- 1974–1984: Happy Days jako Arthur „Fonzie” Fonzarelli
- 1978: Mork i Mindy (Mork & Mindy) jako Arthur „Fonzie” Fonzarelli
- 1990: MacGyver jako Wilton Newberry
- 1995: The Larry Sanders Show jako Henry Winkler
- 1997: Fatalny rewolwer (Dead Man’s Gun) jako Leo Sunshine / John Hays
- 1998: Miasteczko South Park jako Straszny potwór (głos, odc. 20)
- 1998: Fatalny rewolwer (Dead Man’s Gun) jako Phineas Newman / Hangman
- 1999: Simpsonowie (The Simpsons) jako Ramrod (głos, odc. 234)
- 1999–2000: Kancelaria adwokacka jako dr Henry Olson
- 2002: Prawo i porządek: sekcja specjalna jako Edwin Todd / Edward Crandall
- 2003–04: Szczenięce lata Clifforda (Clifford’s Puppy Days) jako ptak Norville (głos)
- 2003–05, 2013, 2018-19: Bogaci bankruci (Arrested Development[1]) jako Barry Zuckerkorn
- 2004: Bobby kontra wapniaki (King of the Hill) jako on sam (głos, odc. 172)
- 2004: Brygada ratunkowa jako Lester Martin
- 2005: Jordan w akcji jako dr Jack Slokum
- 2005: Kaczor Dodgers (Duck Dodgers) jako pan Maniac
- 2005–06: Po dyżurze (Out of Practice) jako dr Stewart Barnes
- 2008–09: Wzór (NUMB3RS) jako Roger Bloom
- 2010–16: Bananowy doktor jako Eddie R. Lawson
- 2010–16: Childrens Hospital jako Sy Mittleman[1]
- 2012: Batman: Odważni i bezwzględni jako Ambush Bug (głos)
- 2012, 2015, 2022: Robot Chicken (różne głosy)
- 2013–15: Parks and Recreation jako dr Lu Saperstein
- 2014–16: Hank Zipzer jako pan Rock
- 2014–17: Niech żyje król Julian (All Hail King Julien) jako wujek króla Juliana (głos)
- 2016, 2025: SpongeBob Kanciastoporty jako Sharkface i Jeff Tentacles (głosy)
- 2018–23: Barry jako Gene Cousineau[1]
- 2021–24: Potworna robota (Monsters at Work) jako Fritz (głos)